# The Leiden Collection
The Leiden Collection ist eine private Kunstsammlung in New York City. Sie wurde von dem US-amerikanischen Unternehmer, Investor und Philanthropen Thomas S. Kaplan und seiner Ehefrau Daphne Recanati gegründet. Mit mehr als 250 Gemälden und Zeichnungen überwiegend niederländischer Maler ist die nach der Geburtsstadt Rembrandt van Rijns benannte Leiden Collection die umfangreichste Sammlung niederländischer Malerei des goldenen Zeitalters im Privatbesitz.
Seit 2003 sind die Eigentümer anonym als Leihgeber einzelner Gemälde an zahlreiche internationale Museen aktiv gewesen. 2017 traten sie an die Öffentlichkeit und verliehen seither größere Teile ihrer Sammlung zur Ausstellung an den Louvre, den Louvre Abu Dhabi und mehrere russische und chinesische Museen. Im Januar 2017 wurde der Online-Katalog der Sammlung freigeschaltet, der mehr als 180 Werke der Sammlung in hochauflösenden Fotos wiedergibt. Die Texte spiegeln die Ergebnisse aktueller Untersuchungen der Gemälde wider und wurden von Kunsthistorikern aufwändig recherchiert.

## Geschichte

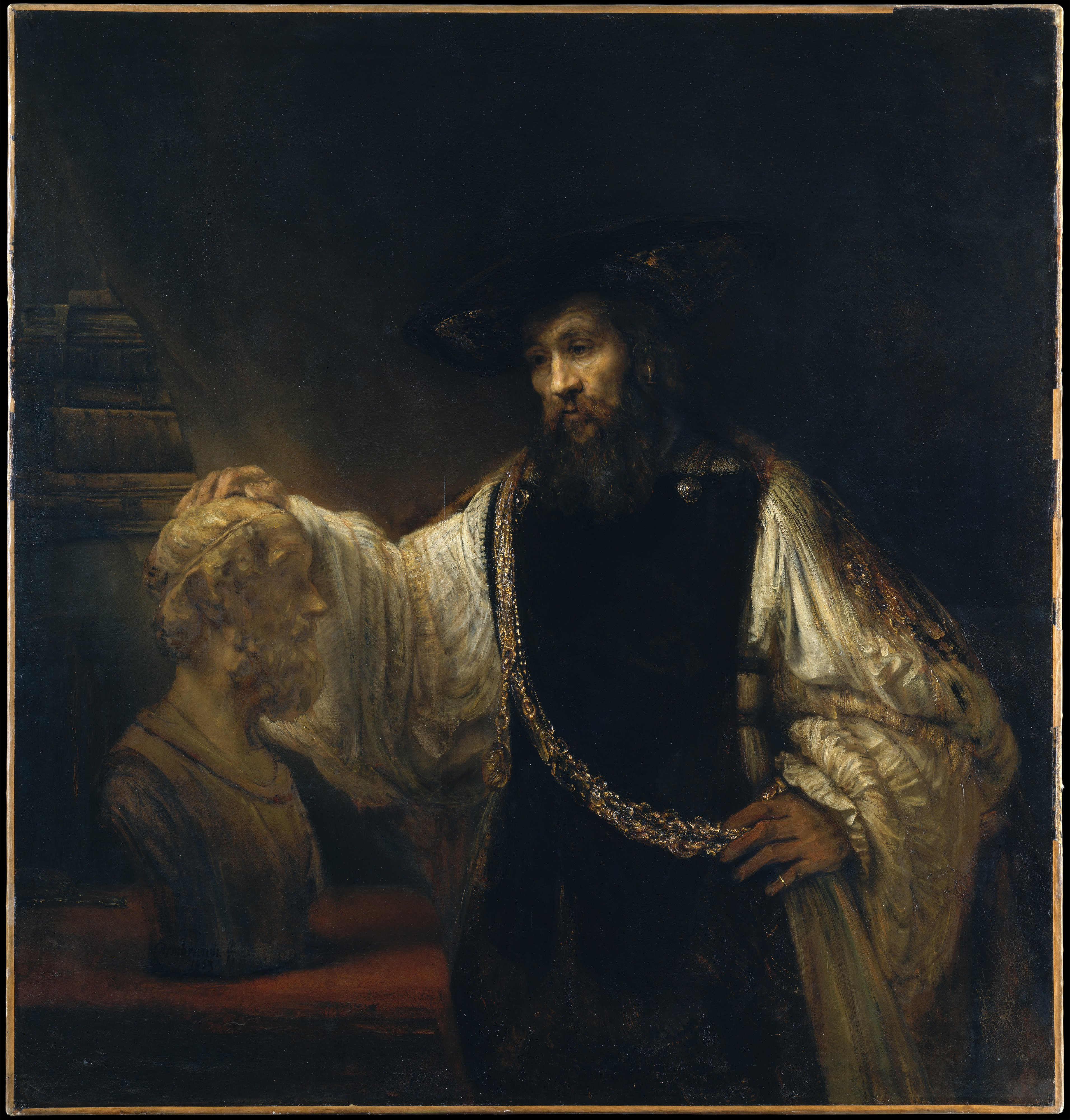
Aristoteles mit einer Büste von Homer, Rembrandt, 1653, Öl auf Leinwand, 141,8 × 134,4 cm, Metropolitan Museum of Art, New York City

Thomas Kaplans Interesse an den Werken des niederländischen Malers Rembrandt van Rijn und anderer Maler des goldenen Zeitalters der Niederlande geht auf einen Besuch des New Yorker Metropolitan Museum of Art im Alter von sechs Jahren zurück. Er war von Rembrandts Gemälde Aristoteles mit einer Büste von Homer nachhaltig beeindruckt. Zwei Jahre später wählte er auf Anfrage seiner Eltern Amsterdam als Ziel für eine Urlaubsreise. Kaplans Interesse an Rembrandt ruhte über Jahrzehnte der Ausbildung und der Berufstätigkeit. Als Unternehmer finanziell unabhängig geworden, sammelten Kaplan und seine Ehefrau Daphne Recanati modernistisches Design der Mitte des 20. Jahrhunderts. Ihre Sammlung von Werken französischer und italienischer Künstler wie Jean Prouvé, Alexander Noll, Charlotte Perriand und Carlo Mollino war eine der bedeutendsten der Welt, eingeschlossen die Sammlungen öffentlicher Museen. Obgleich Kaplan die Arbeiten Rembrandts und seiner Zeitgenossen bewunderte, war er der Auffassung, dass diese Werke alle in Museumsbesitz und damit für einen Sammler unerreichbar sein müssten.

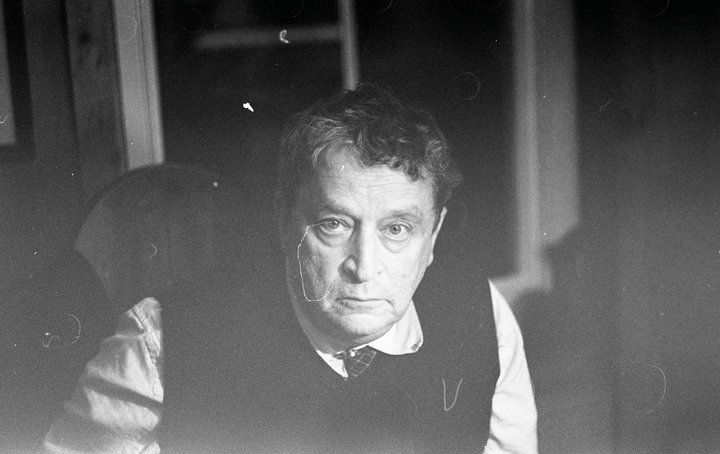
Norman Rosenthal, 2012

Durch ein zufälliges Zusammentreffen mit dem britischen Kunsthistoriker und Kurator Norman Rosenthal erfuhr Kaplan, dass die von ihm geschätzten Werke tatsächlich unterbewertet sind und gelegentlich auf dem Kunstmarkt verfügbar sind. Die beiden verblieben mit der Vereinbarung, dass Rosenthal sich meldet, wenn ein Gerard Dou auf dem Kunstmarkt auftaucht. Wenig später erwarben Thomas Kaplan und Daphne Recanati durch Rosenthals Vermittlung ihren ersten niederländischen alten Meister, das etwa 1652 entstandene kleinformatige Ölgemälde Porträt des Dirck van Beresteyn von Gerard Dou. Rückblickend betrachten sie das Bild als eines ihrer wichtigsten Gemälde, da es „das Sprungbrett“ zum Aufbau der Leiden Collection war.
In den folgenden fünf Jahren kauften die Kaplans eine große Zahl niederländischer Alter Meister, zeitweise wöchentlich ein Gemälde. Dabei kamen sie mit den führenden Vertretern des internationalen Kunsthandels in Kontakt, namentlich Otto Naumann in New York, Johnny Van Haeften in London und Salomon Lilian in Amsterdam und Genf. Bei Ankäufen und Besichtigungen ließen sie sich durch Kunstagenten vertreten, meist die drei vorgenannten Händler. Die Leiden Collection wuchs bis 2019 auf einen Bestand von mehr als 250 Werken niederländischer Maler des 17. Jahrhunderts an, die überwiegend in Leiden lebten und arbeiteten. Den Kern der Sammlung bilden 15 Gemälde und zwei Zeichnungen Rembrandt van Rijns sowie eine Vielzahl von Arbeiten seiner Schüler oder aus seinem Umkreis. Mit Ferdinand Bol, Gerard Dou, Govaert Flinck, Arent de Gelder und Jan Lievens sind mehrere Maler dieser Gruppe jeweils mit mehreren Werken vertreten. Weitere Künstler sind Carel Fabritius mit Hagar und der Engel, Johannes Vermeer mit seiner Jungen Frau am Virginal und Peter Paul Rubens mit zwei Gemälden.
Bis 2017 trat das Ehepaar Kaplan nur als anonymer Leihgeber herausragender Kunstwerke in Erscheinung. Dabei folgten sie dem Beispiel des Unternehmers und Philanthropen Eli Broad, der vor der Gründung des Museum of Contemporary Art in Los Angeles seine Werke der zeitgenössischen Kunst durch den Verleih an Museen öffentlich zugänglich machte. Die Kaplans wollten eine „Leihbücherei für alte Meister“ aufzubauen, ebenfalls mit einem Bestand, der durch Leihgaben an Ausstellungsveranstalter und durch Dauerleihgaben an Museen für die Öffentlichkeit zugänglich ist. Seit 2017 haben sie ihre Anonymität aufgegeben und in Zusammenarbeit mit Museen auf mehreren Kontinenten, beginnend mit dem Louvre in Paris, Ausstellungen von Teilen der Sammlung organisiert.
Die Kaplans legen großen Wert auf die eingehende wissenschaftliche Bearbeitung ihrer Gemälde. Im Laufe der Zeit waren mehr als zwanzig Kunsthistoriker an der Bearbeitung der Leiden Collection beteiligt. Seit Januar 2017 werden die meisten Werke mit hochauflösenden Fotos und umfangreichen Beschreibungen auf der Website der Sammlung vorgestellt, der Online-Katalog wird von Arthur K. Wheelock als Herausgeber betreut. Die Darstellungen stammen stets von Experten für das Werk des jeweiligen Künstlers. Sie basieren auf eingehenden Untersuchungen der Werke und auf umfangreichen Recherchen.

## Werke in der Sammlung (Auswahl)
| Bild | Titel                                    | Künstler                         | Entstehung    | Verfahren und Format                                                                    | Jahr des Erwerbs |
| ---- | ---------------------------------------- | -------------------------------- | ------------- | --------------------------------------------------------------------------------------- | ---------------- |
|      | Bordellszene                             | Godefridus Schalcken             | 1692 bis 1706 | Öl auf Leinwand, 76,5 × 63,8 cm                                                         | 2004             |
|      | Ruhender junger Löwe                     | Rembrandt van Rijn               | ca. 1638–1642 | schwarze Kreide, mit weißer Kreide erhöht, auf braun grundiertem Papier, 11,5 × 15,0 cm | 2005             |
|      | Studie einer Frau mit weißer Mütze       | Rembrandt van Rijn               | ca. 1640      | Öl auf Eichenholz, 47,3 × 39,0 cm                                                       | 2006             |
|      | Porträt des Samuel Ampzing               | Frans Hals                       | 1630          | Öl auf Kupfer, 16,4 × 12,4 cm                                                           | 2007             |
|      | Die drei Sänger (Hören)                  | Rembrandt van Rijn               | 1624/25       | Öl auf Eichenholz, 21,6 × 17,8 cm                                                       | 2007             |
|      | Die Kopfoperation (Fühlen)               | Rembrandt van Rijn               | 1624/25       | Öl auf Eichenholz, 21,5 × 17,7 cm                                                       | 2007             |
|      | Junge Frau füttert einen Papagei         | Frans van Mieris der Ältere      | 1663          | Öl auf Eichenholz, 22,4 × 17,7 cm                                                       | 2008             |
|      | Junge Frau am Virginal                   | Jan Vermeer                      | 1672–1675     | Öl auf Leinwand, 25,5 × 20,1 cm                                                         | 2008             |
|      | Mann mit dem Geldbeutel und Schmeichlern | Pieter Brueghel der Jüngere      | ca. 1592      | Öl auf Eichenholz, 16,7 × 16,9 cm (rund)                                                | 2009             |
|      | Porträt des Antonie Coopal               | Rembrandt van Rijn               | 1635          | Öl auf Brillantnuss, 83,5 × 67,6 cm                                                     | 2010             |
|      | Hagar und der Engel                      | Carel Fabritius                  | ca. 1645      | Öl auf Leinwand, 157,5 × 136 cm                                                         | 2011             |
|      | Commodus als Herkules und als Gladiator  | Peter Paul Rubens                | 1599 bis 1600 | Öl auf Eichenholz, 65,5 × 54,4 cm                                                       | 2011             |
|      | Reisender bei der Rast                   | Frans van Mieris der Ältere      | ca. 1657      | Öl auf Kupfer, 21,6 × 17,8 cm                                                           | 2014             |
|      | Der ohnmächtige Patient (Riechen)        | Rembrandt van Rijn               | 1624/25       | Öl auf Eichenholz, 31,7 × 25,4 cm                                                       | 2016             |
|      | Mann mit einem Schwert                   | Rembrandt van Rijn und Werkstatt | 1640          | Öl auf Leinwand, 102,3 × 88,9 cm                                                        | 2017             |
|      | Brustbild eines bärtigen alten Mannes    | Rembrandt van Rijn               | 1633          | Öl auf Papier, auf Holz aufgezogen, 8,9 × 6,4 cm                                        | 2018             |

## Ausstellungen (chronologisch)
- Museum De Lakenhal, Leiden, Niederlande. Ausstellung Gerrit Dou. The Leiden Collection from New York (deutsch: Gerard Dou. The Leiden Collection aus New York), 2014.
- Louvre, Paris, Frankreich. Ausstellung Le siècle de Rembrandt (deutsch: Das Jahrhundert Rembrandts), 2017.
- Chinesisches Nationalmuseum, Peking, VR China. Ausstellung Rembrandt and His Time. Masterpieces from The Leiden Collection (deutsch: Rembrandt und seine Zeit. Meisterwerke aus der Leiden Collection), 2017.
- Long Museum West Bund, Shanghai, VR China. Ausstellung Rembrandt, Vermeer and Hals in the Dutch Golden Age. Masterpieces from The Leiden Collection (deutsch: Rembrandt, Vermeer und Hals im Goldenen Zeitalter der Niederlande. Meisterwerke aus der Leiden Collection), 2017–2018.
- Puschkin-Museum, Moskau, Russland. Ausstellung The Age of Rembrandt and Vermeer. Masterpieces of The Leiden Collection (deutsch: Das Zeitalter von Rembrandt und Vermeer. Meisterwerke der Leiden Collection), 2018.
- Eremitage, Sankt Petersburg, Russland. Ausstellung The Age of Rembrandt and Vermeer. Masterpieces of The Leiden Collection (deutsch: Das Zeitalter von Rembrandt und Vermeer. Meisterwerke der Leiden Collection), 2018–2019.
- Louvre Abu Dhabi, Vereinigte Arabische Emirate. Ausstellung Rembrandt, Vermeer and the Dutch Golden Age. Masterpieces from The Leiden Collection and the Musée du Louvre (deutsch: Rembrandt, Vermeer und das Goldene Zeitalter der Niederlande. Meisterwerke aus der Leiden Collection und dem Musée du Louvre), 2019.

### Kataloge
- Blaise Ducos und Dominique Surh (Hrsg.): Le siècle de Rembrandt. Chefs-d’oeuvre de la Collection Leiden. The Age of Rembrandt. Masterpieces of the Leiden Collection. The Leiden Collection, New York 2017, ISBN 978-2-7572-1215-8.
- Thomas S. Kaplan und Lara Yeager-Crasselt (Hrsg.): Ėpocha Rembrandta i Vermeera. Sedevry Lejdenskoj kollekcii. The Age of Rembrandt and Vermeer. Masterpieces of The Leiden Collection. Puschkin-Museum, Moskau 2018, ISBN 978-5-4330-0111-4.
- Blaise Ducos und Lara Yeager-Crasselt (Hrsg.): Rembrandt, Vermeer and the Dutch Golden Age. Masterpieces from The Leiden Collection and the Musée du Louvre. Saqi Books, London 2019, ISBN 978-0-86356-321-8.